# Meczet w Wiedniu
Meczet w Wiedniu (właściwie: Centrum Islamskie w Wiedniu, niem.: Islamisches Zentrum Wien) – zespół religijno-społeczny w Wiedniu, znajdujący się w dzielnicy 21. Floridsdorf, przy ul. Am Bruckhaufen 3, nad Dunajem.
Prace projektowe rozpoczęto 29 lutego 1968, a ukończono 20 listopada 1979. Obiekt zaprojektował Richard Lugner, na zlecenie króla Arabii Saudyjskiej – Faisala ibn Abd al-Aziza. Minaret ma wysokość 32 m i stanowi konkurencję widokową od strony stacji metra Neue Donau, dla wieży telewizyjnej na terenie Vienna International Centre. Średnica kopuły wynosi 16 m. Przy meczecie działa Centrum Islamskie, wokół którego koncentruje się życie islamskiej społeczności stolicy Austrii. Centrum zostało uroczyście otwarte w 1979 przez prezydenta Rudolfa Kirchschlägera.

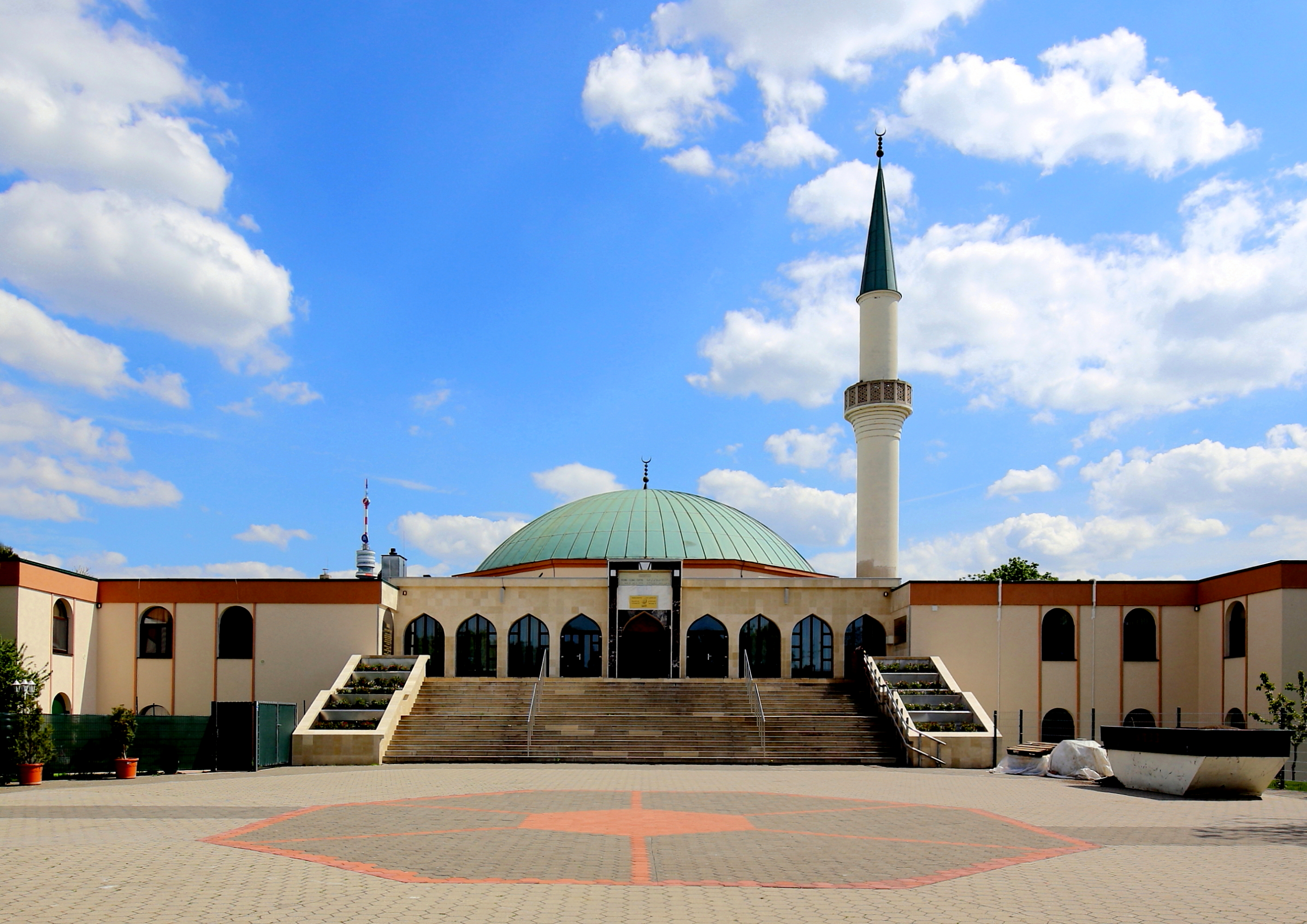
Meczet w Wiedniu
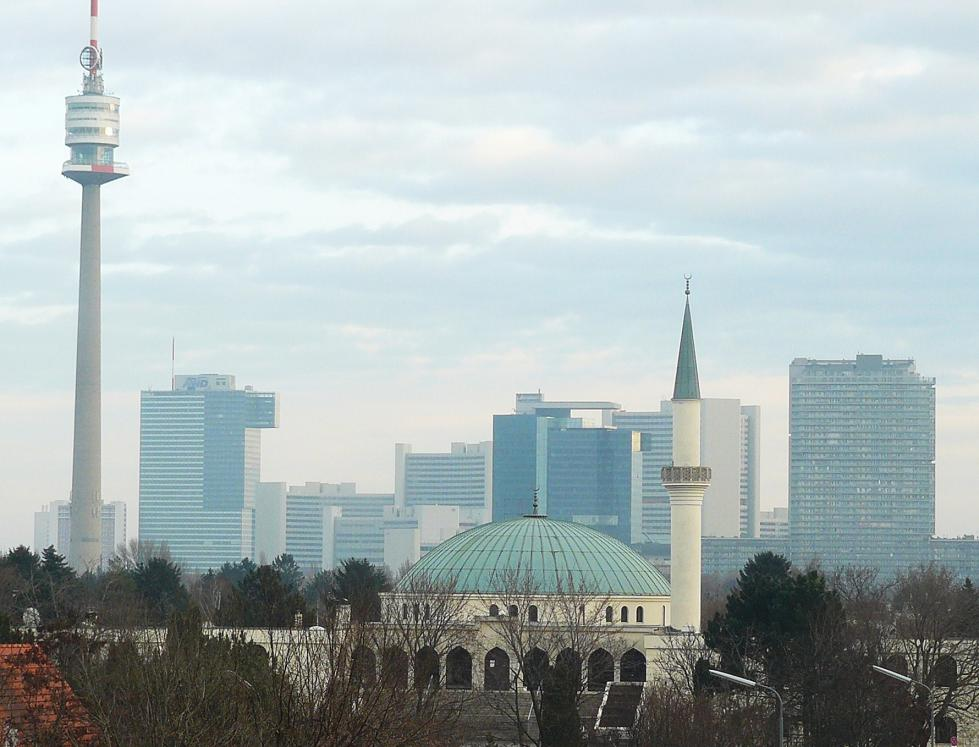
Minaret oraz Vienna International Centre